# تیم ملی فوتبال اقلیم کردستان
تیم ملی فوتبال کردستان (به کردی: ھه‌ڵبژارده‌ی تۆپی پێی كوردستان، کردی لاتین: Helbijardey Topî pêy Kurdistan) نمایندۀ فوتبال کردستان عراق است. این تیم تا به حال از طرف فیفا و کنفدراسیون فوتبال اروپا تأیید و شناخته نشده‌است و نمی‌تواند در بازی‌های رسمی شرکت کند. 
با این وجود این تیم در ان اف بورد (به انگلیسی: NF-Board) پشتیبانی می‌شود و با بازی در جام ۲۰۰۸ جام جهانی ویوا به تیم سامی‌ها باختند و در مقابل پرونس ۶-۰ پیروز شد. مهم‌ترین دستاورد این تیم قهرمانی در جام جهانی ویوا ۲۰۱۲ بود که به میزبانی کردستان عراق برگزار شد.

## آمار در جام جهانی ویوا
| جام جهانی ویوا | جام جهانی ویوا   | جام جهانی ویوا | جام جهانی ویوا | جام جهانی ویوا | جام جهانی ویوا | جام جهانی ویوا | جام جهانی ویوا |
| سال            | مقوم             | GP             | پ              | م              | ش              | GS             | GA             |
| -------------- | ---------------- | -------------- | -------------- | -------------- | -------------- | -------------- | -------------- |
| ۲۰۰۶           | وارد مسابقات نشد | -              | -              | -              | -              | -              | -              |
| ۲۰۰۸           | چهارم            | ۵              | ۱              | ۲              | ۲              | ۷              | ۷              |
| ۲۰۰۹           | دوم              | ۴              | ۲              | -              | ۲              | ۱۱             | ۴              |
| ۲۰۱۰           | دوم              | ۴              | ۳              | ۰              | ۱              | ۹              | ۵              |
| ۲۰۱۲           | قهرمان           | ۴              | ۴              | ۰              | ۰              | ۱۱             | ۲              |
| مجموع          | بهترین: قهرمان   | ۱۷             | ۱۰             | ۲              | ۵              | ۳۸             | ۱۸             |

| تاریخچه ویوا ورد کاپ | تاریخچه ویوا ورد کاپ                | تاریخچه ویوا ورد کاپ                      | تاریخچه ویوا ورد کاپ |
| سال                  | مرحله                               | نتیجه بازی                                | نتیجه نهایی          |
| -------------------- | ----------------------------------- | ----------------------------------------- | -------------------- |
| ۲۰۰۸                 | مرحله ۱                             | اقلیم کردستان عراق ۲ – ۲ لاپ‌لند           | پیروزی               |
| ۲۰۰۸                 | مرحله ۱                             | اقلیم کردستان عراق ۳ – ۰ پروونس           | پیروزی               |
| ۲۰۰۸                 | مرحله ۱                             | اقلیم کردستان عراق ۱ – ۲ پادانیا          | شکست                 |
| ۲۰۰۸                 | مرحله ۱                             | اقلیم کردستان عراق ۰ – ۰ Arameans Suryoye | مساوی                |
| ۲۰۰۸                 | سومی                                | اقلیم کردستان عراق ۱ – ۳ لاپ‌لند           | شکست                 |
| ۲۰۰۹                 | مرحله ۱                             | اقلیم کردستان عراق ۴ – ۰ اوکیتانیا        | پیروزی               |
| ۲۰۰۹                 | مرحله ۱                             | اقلیم کردستان عراق ۱ – ۲ پادانیا          | شکست                 |
| ۲۰۰۹                 | نیمه نهایی                          | اقلیم کردستان عراق ۶ – ۰ پروونس           | پیروزی               |
| ۲۰۰۹                 | فینال                               | اقلیم کردستان عراق ۰ – ۲ پادانیا          | شکست                 |
| ۲۰۱۰                 | مرحله ۱                             | اقلیم کردستان عراق ۴ – ۱ Two Sicilies     | پیروزی               |
| ۲۰۱۰                 | مرحله ۱                             | اقلیم کردستان عراق ۳ – ۲ پروونس           | پیروزی               |
| ۲۰۱۰                 | نیمه نهایی                          | اقلیم کردستان عراق ۲ – ۱ اوکیتانیا        | پیروزی               |
| ۲۰۱۰                 | فینال                               | اقلیم کردستان عراق ۰ – ۱ پادانیا          | شکست                 |
| ۲۰۱۲                 |                                     |                                           |                      |
| مرحله ۱              | اقلیم کردستان عراق ۶ – ۰ صحرای غربی | پیروزی                                    |                      |
| مرحله ۱              | اقلیم کردستان عراق ۱ – ۰ اوکیتانیا  | پیروزی                                    |                      |
| نیمه نهایی           | اقلیم کردستان عراق ۲ – ۱ پروونس     | پیروزی                                    |                      |
| فینال                | اقلیم کردستان عراق ۲ – ۱ قبرس شمالی | پیروزی                                    |                      |